# Simo Häyhä
Simo Häyhä, vanligen känd under öknamnet Vita döden (finska: Valkoinen kuolema, ryska: Белая смерть, Belaja smert), född 17 december 1905 i Rautjärvi, död 1 april 2002 i Fredrikshamn, var en finländsk soldat under finska vinterkriget där han gått till världshistorien som den mest effektiva prickskytten någonsin. Beroende på källa dödade Häyhä mellan över 200 och över 500 sovjetiska fiender de 105 dagar kriget varade.

## Barn- och ungdomsåren
Simo Häyhä, med "Simuna" som smeknamn, föddes i Rautjärvi i Södra Karelen nära den nuvarande gränsen till Ryssland. Han var näst yngst i en syskonskara på åtta barn i en jordbrukarfamilj. Han gick i folkskolan i byn Miettilä och bedrev senare jordbruk på hemgården tillsammans med sin äldsta bror. Familjen sysslade även med fiske och jakt.

## Militärtjänstgöring
Som 17-åring gick Häyhä med i skyddskåren i Rautjärvi där han övade sina skyttekunskaper och nådde framgångar i Viborgs skyddskårsområdes tävling i Rautjärvi. Sin 15 månader långa militärtjänst påbörjade han 1925 i Raivola och efter underofficersskolan tjänstgjorde han som korpral i Terijoki. Själva prickskytteutbildningen fick han inte förrän nio år senare i Uttis.

### Vinterkriget
Då Vinterkriget bröt ut den 30 november 1939 tillhörde korpral Häyhä infanteriregementet JR 34 som ryckte ut till Loimola vid gränsen mot Sovjetunionen. Regementet drog sig snabbt tillbaka till försvarsställningar vid Kollaanjoki. Vid Kollaa-fronten inledde Häyhä sin verksamhet som prickskytt iklädd snödräkt i temperaturer från −20° till −40° Celsius.[källa behövs] Hans effektivitet väckte snabbt uppmärksamhet och hans resultat började bokföras. Enbart den 21 december noterades han för 25 fiender, och på julafton hade siffran stigit till 51.
Häyhäs kompanichef var Aarne Juutilainen som hade väckt uppmärksamhet som hårdför och oförvägen och bland annat kallades "Marockos skräck" då han hade tjänstgjort i franska främlingslegionen. Juutilainen hjälpte den tystlåtne och småväxte Häyhä att nå berömmelse. Det började byggas upp en hjältemyt kring Häyhä av de journalister som besökte Kollaa-fronten. Han började få gåvor bestående av allt från varma vantar till fickur. Häyhä, som användes flitigt av den finländska krigspropagandan, påstods orsaka så stora förluster för motståndaren att ryssarna skulle ha utlovat en stor belöning till den som kunde ta hans liv. Röda armén skulle också ha skickat egna prickskyttar med enda uppdrag att bli av med Häyhä. Flera gånger ska Häyhä själv ha kommit tillbaka från sina uppdrag med flera kulhål i sin snödräkt.
I januari 1940 befordrades han till undersergeant.
Häyhä skadades svårt i ansiktet den 6 mars 1940. Han träffades i vänstra sidan av vad som sannolikt var en explosiv kula skjuten från en sovjetisk soldat. Häyhä förlorade sitt gevär och fördes medvetslös till de bakre linjerna. Skadan var så svår att han sedermera hamnade i koma och svävade mellan liv och död innan han återfick medvetandet den 13 mars, samma dag som Vinterkriget tog slut. Krigsskadan krävde långvarig vård och flera operationer, även efter Vinterkriget. Käken formades och byggdes upp igen med bendelar från hans höft. På grund av sin skada tilläts han mot sin vilja och anhållan inte delta i Fortsättningskriget åren 1941–1944.

#### Vapen och stridsteknik

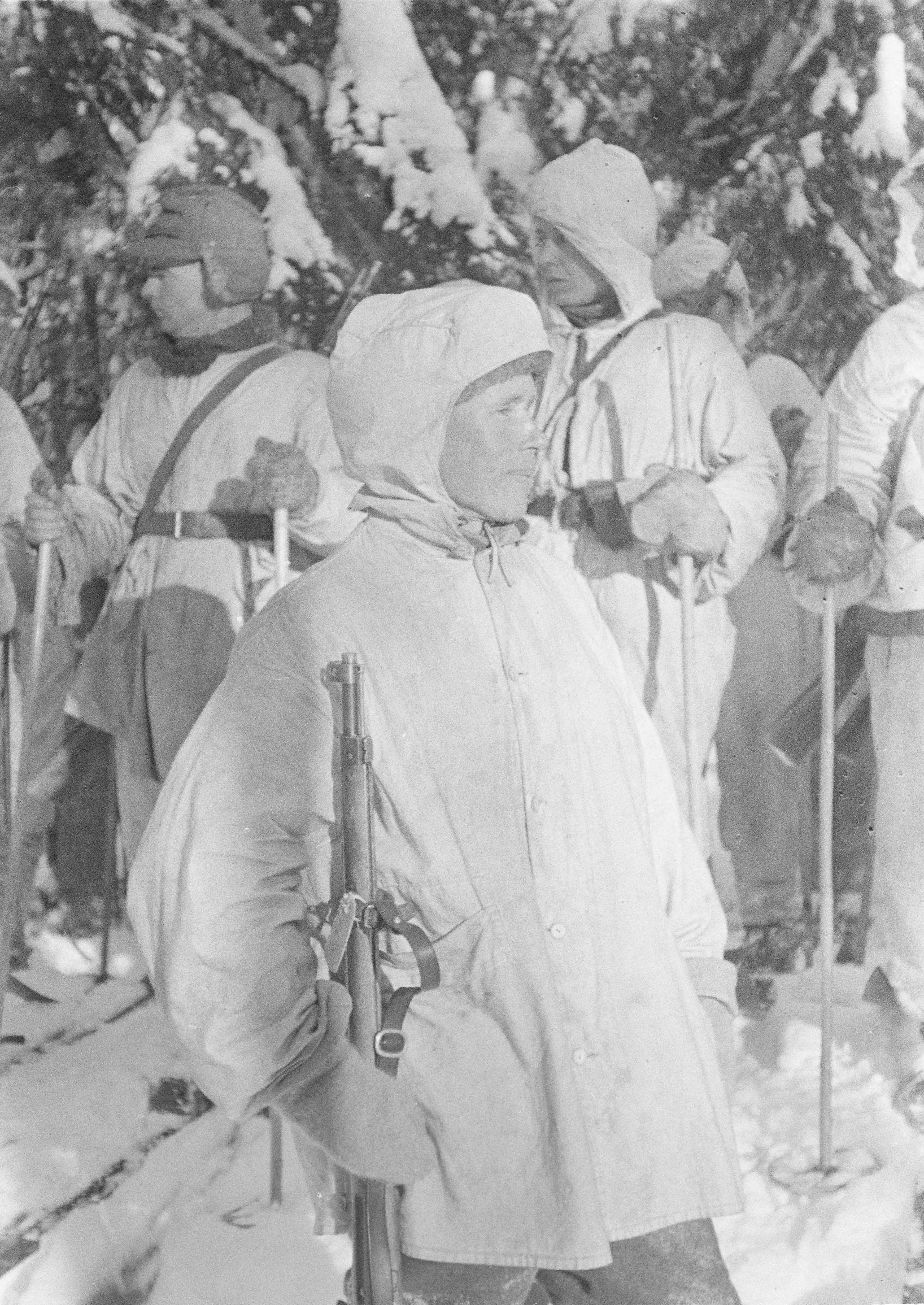
Simo Häyhä.

Som prickskytt använde Häyhä en Sako Mosin-Nagant M/28-30 ”Pystykorva” ("spetsöra", av siktets likheter med öronen på en spetshund) med serienummer 60974. Häyhä föredrog detta gevär bland annat eftersom det passade hans höjd om 152 cm lång. I motsats till de sovjetiska fienderna föredrog Häyhä öppna riktmedel framför kikarsikte, trots stridsavstånd på 300–450[källa behövs] meter. Han tackade nej till erbjudanden om att använda sovjetiska gevär med kikarsikten som hade tagits som byte.
Det vanliga siktet lät honom hålla lägre profil då skytten måste höja sitt huvud några centimeter högre vid användandet av ett kikarsikte. Dessutom kunde reflekterande sol från kikarsiktets lins avslöja skyttens position. Dåtidens kikarsikten hade också dåliga skymningsegenskaper och lämpades bäst för användning i fullt dagsljus vilket under Vinterkriget enbart fanns runt 4–5 timmar per dygn, och kylan gjorde att is och imma lätt lämnade siktet obrukligt. Slutligen fann han det betydligt lättare att behålla överblick över slagfältet med öppna riktmedel.
Utöver sina förmågor med repetergevär ska Häyhä ha varit en mycket god maskinpistol-skytt (finlandssvenska för "kpist") och brukade en Suomi kp/31 med god effekt vid avvärjning av ryska anfall.[källa behövs]
För att verka under de arktiska förhållandena hittade Häyhä också på diverse metoder och tekniker. Exempelvis föredrog han att skjuta sittande[källa behövs], vilket gav en stabil skjutställning samtidigt som hans ringa längd tillät att han förblev dold. Tjocka och tunga kläder i flera lager både höll värmen och dämpade de små rörelserna från puls och andning vilket gjorde det lättare att träffa rätt. Att undvika att röja sig för fienden var något som ständigt måste tillses, och små medel underlättade avsevärt. Att hälla vatten på snön framför skjutplatsen fick den att frysa ihop så att inte gastrycket skickade upp en snöpuff[källa behövs], och snö i munnen hindrade andedräkten från att bilda avslöjande moln[källa behövs].

#### Uppgifter om antalet dödade fiender
Den 17 februari 1940 tog Häyhä emot ett prickskyttegevär donerat av den svenske affärsmannen Eugen Johansson. I samband med det var den inofficiella räkningen av fiender dödade av Häyhä 219 stycken, samt ytterligare ett flertal fiender skjutna med kpist.
Uppslagsverket Finland anger att Häyhä "fällde mer än femhundra fiender med sitt 7,62 mm gevär, modell 28/30 utan kikarsikte, vilket ger honom första platsen i den globala prickskyttestatistiken", utan någon vidare hänvisning till var siffrorna kommer ifrån. Historikern och docenten Risto Marjomaa vid Helsingfors universitet som skrivit biografin om Häyhä i Finlands nationalbiografi uppger där att antalet fiender som Simo Häyhä dödade sannolikt är lägre än de rapporterade siffrorna eftersom avsaknaden av kroppar ofta gjorde att dödsfallen inte kunde bekräftas ordentligt, och att det verkliga antalet "tros" vara mer än 200, samt att denna siffra gör Häyhä till en av historiens mest effektiva prickskyttar.

## Efter kriget

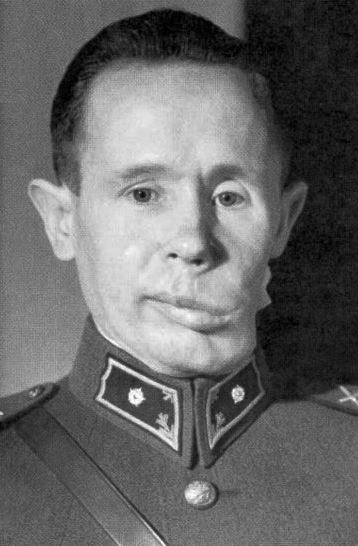
Häyhä som fänrik 1940.

Simo Häyhä tilldelades flerfaldigt Frihetskorsets orden: 1:a & 2:a klassen av Frihetsmedaljen, 3:e & 4:e klassen av Frihetskorset. Dessutom föreslogs Häyhä för Mannerheimkorset, och därmed att även bli Riddare av Mannerheimkorset, men Häyhä avböjde. Kort efter kriget, den 28 augusti 1940, befordrades Häyhä direkt från undersergeant till fänrik av fältmarskalk Gustaf Mannerheim. Varken före eller efter kriget har någon i finländsk militärhistoria befordrats så snabbt.
Efter kriget arbetade Häyhä som bonde i Ruokolax. Sitt stora fritidsintresse jakt delade Häyhä med besökare inklusive president Urho Kekkonen. Han var även långvarig medlem i Krigsbrödraskapets Kollaas styrelse. De sista åren av sitt liv tillbringade han i Fredrikshamns veteranvårdhem.
När Häyhä 1998 tillfrågades hur han hade kunnat bli en så bra skytt hävdade han att det endast var genom träning.[källa behövs] Häyhä var en anspråkslös person som inte gjorde någon stor sak av sitt rekord och gav sällan intervjuer. Beträffande frågan som ställdes till honom strax innan han fyllde 96 år, om han har haft några samvetskval efteråt, svarade han endast "jag gjorde bara min plikt och vad jag blev tillsagd, så bra som jag kunde."[källa behövs]
Det svenska power metalbandet Sabaton gjorde 2010 en sång om Simo Häyhä, White Death till albumet Coat of Arms.